# Oecetis porteri
Oecetis porteri là một loài Trichoptera trong họ Leptoceridae. Chúng phân bố ở miền Tân bắc.